# Maridi (città)
Maridi è un centro abitato del Sudan del Sud, situato nello Stato di Maridi.